# Julio Franco
Julio Franco je fiktivní postava z amerického animovaného seriálu Simpsonovi.
Julio je gay, kterého přitahuje Grady, ačkoli se s ním Grady později rozejde. Je zaměstnán jako kadeřník. Podle dílu Věčný stín Simpsonovy mysli pochází Julio z Kostariky, zatímco epizoda Burnsova klec uvádí, že je z Kuby. Později má za manžela Tada a má poměr s Duffmanem. Je také fotografem a fotí Marge a její přátele. V epizodě Burnsova klec začne chodit se Smithersem, ale rozejde se s ním poté, co zjistí, že Smithers je stále zamilovaný do pana Burnse.
Julia od 14. do 31. řady v původním znění daboval Hank Azaria, od 32. řady je dabován homosexuálem Tonym Rodriguezem. „V posledních dvou letech jsem se v seriálu viděl více, a tím myslím konkrétně roli Julia, který je gay jako já a je to Kubánec jako já,“ uvedl k postavě Rodriguez.